# Letchworth Garden City
Letchworth Garden City (potocznie Letchworth) – miasto w hrabstwie Hertfordshire, w Wielkiej Brytanii, będące próbą realizacji koncepcji miasta-ogrodu Ebenezera Howarda.

## Współpraca
- Chagny, Francja
- Wissen, Niemcy
- Kristiansand, Norwegia